# ساری‌داش (شهرستان آلای)
ساری‌داش (به لاتین: Sary-Tash) یک منطقهٔ مسکونی در قرقیزستان است که در شهرستان آلای واقع شده‌است. ساری‌داش ۱٬۴۲۷ نفر جمعیت دارد و ۳٬۱۷۰ متر بالاتر از سطح دریا واقع شده‌است.